# Heřmánky
Heřmánky är en ort i Tjeckien.   Den ligger i distriktet Okres Nový Jičín och regionen Mähren-Schlesien, i den östra delen av landet, 240 km öster om huvudstaden Prag. Heřmánky ligger 327 meter över havet och antalet invånare är 159.
Terrängen runt Heřmánky är kuperad söderut, men norrut är den platt. Heřmánky ligger nere i en dal. Runt Heřmánky är det ganska tätbefolkat, med 78 invånare per kvadratkilometer. Närmaste större samhälle är Hranice, 17,8 km söder om Heřmánky. Trakten runt Heřmánky består till största delen av jordbruksmark.